# Juan Manuel Vivaldi
Juan Manuel Vivaldi ( San Martín, 17 juli 1979) is een Argentijns hockeykeeper. 
Tijdens de Olympische Spelen 2016 won Vivaldi met de Argentijnse ploeg de gouden medaille.
Op de Pan-Amerikaanse Spelen won het team waarin Vivaldi speelde driemaal de titel.

## Erelijst
- 2003 - 5e Champions Trophy in Amstelveen
- 2004 – 11e Olympische Spelen in Athene
- 2006 - 6e Champions Trophy in Terrassa
- 2006 – 10e Wereldkampioenschap in Mönchengladbach
- 2007 –  Pan-Amerikaanse Spelen in Rio de Janeiro
- 2008 -  Champions Trophy in Rotterdam
- 2011 –  Pan-Amerikaanse Spelen in Guadalajara
- 2012 – 10e Olympische Spelen in Londen
- 2014 –  Wereldkampioenschap in Den Haag
- 2015 –  Pan-Amerikaanse Spelen in Toronto
- 2016 –  Olympische Spelen in Rio de Janeiro
- 2018 – 7e Wereldkampioenschap in Bhubaneswar
- 2019 –  Pan-Amerikaanse Spelen in Lima